# Irving Fein
Irving Fein (21 juni 1911 - 10 augustus 2012) was een Amerikaans film- en televisieproducent en tevens de manager van Jack Benny en George Burns.

## Biografie
Fein was hoogbegaafd en studeerde al op zijn twaalfde af aan de humaniora. Hierna ging hij naar de Universiteit van Baltimore waar hij geïnteresseerd raakte in drama en schrijven. Hij kreeg een job bij Warner Brothers aangeboden. 
In 1947 begon hij samen te werken met de Amerikaanse komiek Jack Benny. Onder Fein werd Benny een ster op televisie. Fein was de manager van Benny tot aan de dood van Benny in 1974. 
Tegen het einde van Jack Benny's leven werd Fein ook manager van George Burns, die op dat moment in de put zat in verband met overlijden van zijn vrouw, Gracie Allen. Fein keerde de carrière van Burns om. Hun zakelijke relatie duurde 22 jaar, tot de dood van Burns in 1996.
Fein overleed in 2012 op 101-jarige leeftijd.